# Charrúa (Chile)
Charrúa es una localidad semirrural chilena ubicada en la Región del Biobío, en la zona central de Chile. Dicho poblado es reconocido ya que cerca de él se ubica uno de los principales nodos de la red del Sistema Interconectado Central (SIC).Administrativamente, pertenece a la comuna de Cabrero, desde el año 1979, conforme al decreto Ley 2.868, dictado durante el Régimen Militar. Hasta ese año, perteneció a la comuna de Yumbel.
Se localiza a 12 kilómetros al este de Monte Águila; a 11,5 kilómetros al sureste de Cabrero, la capital comunal; y a 52,1 km al norte de la ciudad de Los Ángeles, capital de la Provincia de Biobío. También se localiza a solo 9 kilómetros del límite regional Bío-Bío-Ñuble.

## Origen del nombre
El nombre de la localidad procede de Charrúa, nombre común mapuche del arbusto murtilla, nativo de Chile, Ugni molinae.
Contrario a lo que pudiera pensarse, el nombre no tiene relación alguna con los indígenas charrúas.

## Demografía
Charrúa se divide en dos entidades, siendo una considerada urbana y otra rural:
- Charrúa: También llamada Charrúa Norte. Se trata de una aldea, de 530 habitantes.
- Charrúa Sur: Se trata de un caserío, de 379 habitantes.

La población de la localidad, en total, es de 909 habitantes.

## Historia
Charrúa fue uno de muchos asentamientos rurales nacidos en el siglo XX. La localidad probablemente se originó en 1906, cuando empieza a operar su estación ferroviaria. Hasta 1979, Charrúa formaba parte la comuna de Yumbel. pero a partir de ese año, toda la zona ubicada al poniente de Río Claro pasa a la administración de Yumbel, mientras que las localidades de Monte Águila, Charrúa, Chillancito y Salto del Laja se integran a la comuna de Cabrero, quedando así estructurada la comuna como se conoce actualmente, conforme al decreto Ley 2.868, dictado durante el Régimen Militar. Charrúa estaba conectada a Monte Águila gracias al Ramal Monte Águila-Polcura, hoy levantado.
A poca distancia del poblado se encuentra la subestación eléctrica S/E Charrúa de Transelec, una de las más importantes de la zona. La subestación Charrúa es uno de los principales nodos de la red del Sistema Interconectado Central (SIC), siendo el nexo entre el tronco principal de transmisión y las centrales hidroeléctricas de la laguna de La Laja y el alto Biobío, que poseen una potencia total de 2.340 MW (un 25% del total del SIC). La misma está asociada a Monte Águila por la Cooperativa Eléctrica Charrúa (Coelcha), abastecida por Endesa, a través de dicha subestación. Tuvo sus inicios en una sesión de la Municipalidad de Yumbel, el 19 de mayo de 1946. Luego las tres municipalidades del Departamento de Yumbel iniciaron un vasto plan de electrificación que permitió dotar con la energía necesaria a pueblos y fundos, dando un impulso decisivo al desarrollo de la zona.
En 2010, la caída de una torre en dicha subestación durante el terremoto del 27 de febrero produjo un corte masivo en gran parte del territorio nacional, así como también la falla de un transformador generó un apagón 15 días después del sismo.